# NGC 2925
NGC 2925 (również OCL 783 lub ESO 166-SC22) – gromada otwarta znajdująca się w gwiazdozbiorze Żagla. Odkrył ją John Herschel 5 stycznia 1837 roku. Jest położona w odległości ok. 2,5 tys. lat świetlnych od Słońca.